# Ellinochóri (Évros)
Ellinochóri (grec moderne : Ελληνοχώρι) est une localité située dans le dème de Didymotique, dans le district régional d'Évros, dans la periphérie de Macédoine-Orientale-et-Thrace, en Grèce.
Selon le recensement de 2021, la localité compte 506 habitants.